# قيس آل الشيخ مبارك
الشيخ قيس بن محمد بن عبد اللطيف بن إبراهيم بن عبد اللطيف آل الشيخ مبارك التميمي، عضو سابق في هيئة كبار العلماء.
الشيخ قيس آل مبارك التميمي هو عضو سابق في هيئة كبار العلماء واستاذ للفقه في جامعة الملك فيصل في الاحساء وله دروس في الفقه المالكي، وله العديد من الطلاب.

## مؤهلاته العلمية
- دكتوراه من جامعة الزيتونة بتونس.

التخصص العام: الفقه وأصوله.

## عمله
- أستاذ الفقه المشارك بقسم الدراسات الإسلامية بـ جامعة الملك فيصل منذ عام 1406 هـ.
- عضو سابق في هيئة كبار العلماء

## المشاركات العلمية (ندوات، مؤتمرات)
- شارك في الدورة الرابعة عشرة لمجلس مجمع الفقه الإسلامي الدولي الذي عقد بمدينة الدوحة بدولة قطر خلال الفترة 8-13/11/1423هـ.
- شارك في المؤتمر الرابع للفقه المالكي في أبو ظبي المنعقد في 28/6/1406 هـ.
- شارك في مؤتمر القاضي عبد الوهاب البغدادي الذي عقد بدار البحوث للدراسات الإسلامية وإحياء التراث بدبي بدولة الإمارات العربية المتحدة 13-19 محرم 1424هـ الموافق 16-22 مارس 2003م ببحث عنوانه «آراء القاضي عبد الوهاب الأصولية من خلال شرح البرهان للمازري».
- عضو الجمعية الإسلامية العالمية للصحة النفسية.
- شارك في المؤتمر العالمي السادس عن الشباب والصحة النفسية التابع للجمعية الإسلامية العالمية للصحة النفسية المنعقد في معهد طرابلس الجامعي للدراسات الإسلامية بمدينة طرابلس بالجمهورية اللبنانية في السادس والسابع والثامن من شهر رجب 1417هـ الموافق 16-17-18نوفمبر 1996م.
- شارك في ندوة «الممارسة الطبية بين الواقع والضوابط الشرعية» برعاية الندوة العالمية للشباب الإسلامي في الدمام في 16/8/1417هـ الموافق 26/12/1996م حيث شارك بموضوع: الإذن والولاية في الممارسة الطبية.
- شارك في حلقة علمية «ندوة حول سوء معاملة الأطفال» التي انعقدت ضمن أنشطة زمالة جامعة الملك فيصل للطب النفسي بالخبر في 8/3/1418هـ الموافق 12/7/1997م، بموضوع«مسؤولية الطبيب في التعامل مع حالات سوء معاملة الأطفال».
- شارك في المؤتمر العالمي الثامن للندوة العالمية للشباب الإسلامي المنعقد بعمَّان وعنوانه «الشباب المسلم والتحديات المعاصرة».
- شارك في المؤتمر العلمي الأول لجامعة جرش حول الخطاء الطبية في ميزان الشريعة والقانون بكلية الشريعة بجامعة جرش الأهلية بمحافظة جرش بالأردن الذي عقد يوم الإثنين 23/7/1420هـ الموافق 1/11/1999م ببحث عنوانه «حقيقة العقد الطبي»
- شارك في ندوة «أخلاقيات المهنة الطبية» برعاية اللجنة الطبية بالندوة العالمية للشباب الإسلامي في الدمام في 8/1/1421هـ بمحاضرة عنوانها «التأصيل الشرعي للأخلاق الطبية» والمشاركة بحلقات النقاش.
- شارك في مؤتمر اقتصاديات دول مجلس التعاون: فرص القرن العشرين الذي عقد بكلية العلوم الإدارية بجامعة الملك فيصل بالأحساء في 19-21 ذو القعدة 1421هـ فبراير 2001م ببحث عنوانه «العولمية وأثرها في بناء حضارة إنسانية مثلى».
- شارك في دورة في أحكام الحج التي يعقدها قسم الدراسات الإسلامية بكلية التربية بجامعة الملك فيصل بالأحساء بالتنسيق مع مركز خدمة المجتمع والتعليم المستمر الذي عقد في 27/11/1420هـ وفي 3/12/1421هـ.
- شارك في مؤتمر الوقاية من الجريمة في عصر العولمة المنعقد بكلية الشريعة والقانون بجامعة الإمارات العربية المتحدة، في 12-14 صفر 1422ه الموافق 6-8 مايو 2001م.
- شارك في ندوة الانعكاسات الأخلاقية للعلاج الجيني الذي عقد في كلية العلوم بجامعة قطر بالتعاون مع منظمة المؤتمر الإسلامي.
- شارك في مؤتمر الخطوات العملية لإنشاء سوق مشتركة بين الدول الإسلامية الذي عقد بجامعة قطر بالتعاون مع منظمة المؤتمر الإسلامي 13-15 مايو 2002م.
- شارك في الندوة الدولية حول: قضايا الطفل من منظور إسلامي الذي عقد برعاية المنظمة الإسلامية للتربية والعلوم والثقافة بالرباط خلال الفترة من 29-30/10/2002م.
- شارك في مؤتمر الأعمال المصرفية الإلكترونية بين الشريعة والقانون الذي عقد بكلية الشريعة والقانون بجامعة الإمارات العربية المتحدة ببحث عنوانه «إفشاء سر المهنة المصرفي» 9-11/3/1424هـ الموافق 10-12/5/2003م.

## المؤلفات العلمية
- أحكام الإذن الطبي في الشريعة الإسلامية- رسالة دكتوراه دولة.
- المسؤولية الطبية في الشريعة الإسلامية- رسالة دكتوراه المرحلة الثالثة.
- تحقيق كتاب«النصيحة الكافية» للشيخ أحمد بن أحمد زروق.
- رسالة في نقد مقولات المادية التاريخية.
- قصة أهل الكهف.
- تخريج حديث بني الإسلام على خمس.
- خيار المجلس في الفقه الإسلامي-دراسة مقارنة.